# Ашабаш
Ашаба́ш (тат. Ашабаш) — село в Арском районе Татарстана. Входит в состав Старочурилинского сельского поселения.

## География
Село находится в 11 километрах к юго-западу от Арска, расположено на левом притоке реки Казанка.
Ашабаш находится в часовой зоне МСК (московское время). Смещение применяемого времени относительно UTC составляет +3:00.

## История
Основано не позднее середины XVII века.
В XVIII – первой половине XIX века жители относились к категории государственных крестьян. Основные занятия жителей в этот период – земледелие и скотоводство, было распространено пчеловодство.
В «Списке населённых мест Российской империи», изданном в 1866 году, населённый пункт упомянут как казённая деревня Ашибаш Казанского уезда Казанской губернии (1-го стана), по правую сторону Сибирского почтового тракта, при речке Урсяке, расположенная в 53 верстах от уездного и губернского города Казань. В деревне, в 32 дворах проживало 185 человек (91 мужчина и 94 женщины), была мечеть.
В начале XX в. в селе функционировали мечеть, мектеб, бакалейная лавка. В этот период земельный надел сельской общины составлял 444,9 десятин.
До 1920 года село входило в Арскую волость Казанского уезда Казанской губернии. С 1920 года в составе Арского кантона ТАССР. С 10 августа 1930 года в Арском районе.
В 1931 году в селе был организован первый колхоз. С 1993 года коллективное предприятие «Заветы Ильича», с 2016 года ООО «Агрофирма «Возрождение».

## Население
| 1782 | 1859 | 1897 | 1908 | 1920 | 1926 | 1938 | 1949 | 1958 | 1970 | 1979 | 1989 | 2002 | 2010 | 2015 |
| ---- | ---- | ---- | ---- | ---- | ---- | ---- | ---- | ---- | ---- | ---- | ---- | ---- | ---- | ---- |
| 54   | 185  | 367  | 458  | 428  | 524  | 441  | 372  | 368  | 323  | 277  | 193  | 167  | 155  | 152  |

Национальный состав села — татары.

## Экономика
Жители занимаются полеводством, мясо-молочным скотоводством.

## Инфраструктура
Начальная школа (с 1930 г.), клуб, фельдшерско-акушерский пункт.

## Религия
Мечеть (с 1997 г.).